# Кечаріс
Монастир Кечаріс (вірм. Կեչառիս) — монастирський ансамбль XI–XIII століття в місті Цахкадзор, Котайкського марза Вірменії. В гаварі Варажнунік історичної провінції Айрарат.

## Історія

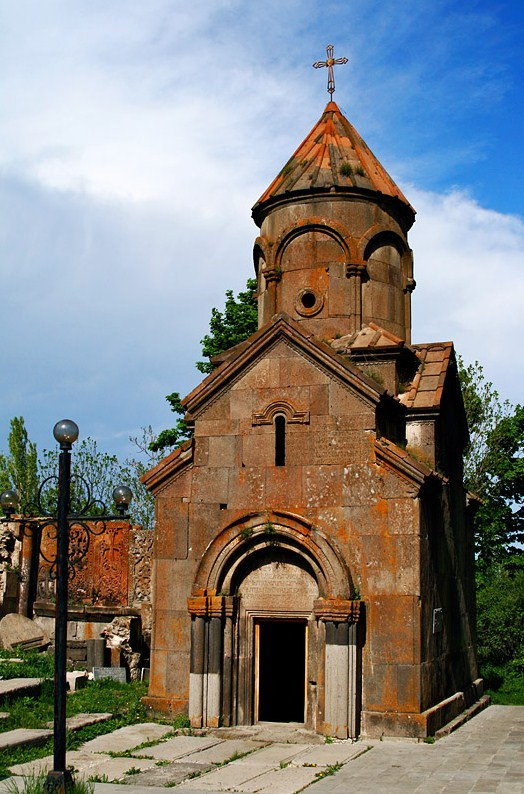
Церква Святого Ншана

Монастирський комплекс розташовується у північно-західній частині міста Цахкадзор, на схилі Памбакського хребта. Монастир складається з чотирьох церков, двох каплиць, гавіта, а також стародавнього кладовища з хачкарами XII–XIII ст.
Монастир Кечаріс був заснований в XI столітті князями Пахлавуні, його будівництво тривало до середини XIII століття. У XII–XIII століттях монастир був одним з великих духовних центрів Вірменії і мав свою школу.
В 1033 р. Григором Магісторсом в монастирі була побудована церква Святого Григорія Просвітителя. Вона має просторий склепистий зал, який вінчаний широким куполом. Притвор церкви був побудований у другій половині XII століття і відноситься до ранніх споруд такого типу. На південь від цієї церкви, за кількома хачкарами, стоїть невелика церква Святого Ншана, хрестово-купольного типу, побудована в столітті і відновлений в 1223 р. пароном Ваче.
В 1203–1214 рр. князем Васаком Хахбакяном була зведена третя церква монастиря — Катогіке (можливий архітектор Вецік). На згадку про цю подію на схід від церкви поставлений хачкар. Церква також є хрестовокупольною і має двоповерхові прибудови у всіх чотирьох кутах молитовного залу.
Між церквами Святого Григорія Просвітителя і Святого Ншана розташована невелика прямокутна каплиця XI століття. Вона служила усипальницею засновника монастиря Григора Магістроса Пахлавуні. Але, на жаль, каплиця дійшла до наших днів у напівзруйнованому стані, але планується її реставрація. Поруч з нею було приміщення школи.
Четверта церква Святого Воскресіння, що знаходиться за 120 м далі від монастирських будівель, була зведена в 1220 р. Вона має невеликий вид, зовні прямокутний, високий купол. У ній були поховані кілька настоятелів монастиря.
На середньовічному кладовищі Кечаріса поховані князь Григор Апіратян (1099), великий князь Прош (1284), зодчий Вецік.
Купол сильно постраждав під час землетрусу 1828 року. В 1947–1949 і 1995 рр. в церкві були проведені відновлювальні роботи.

## Фотогалерея

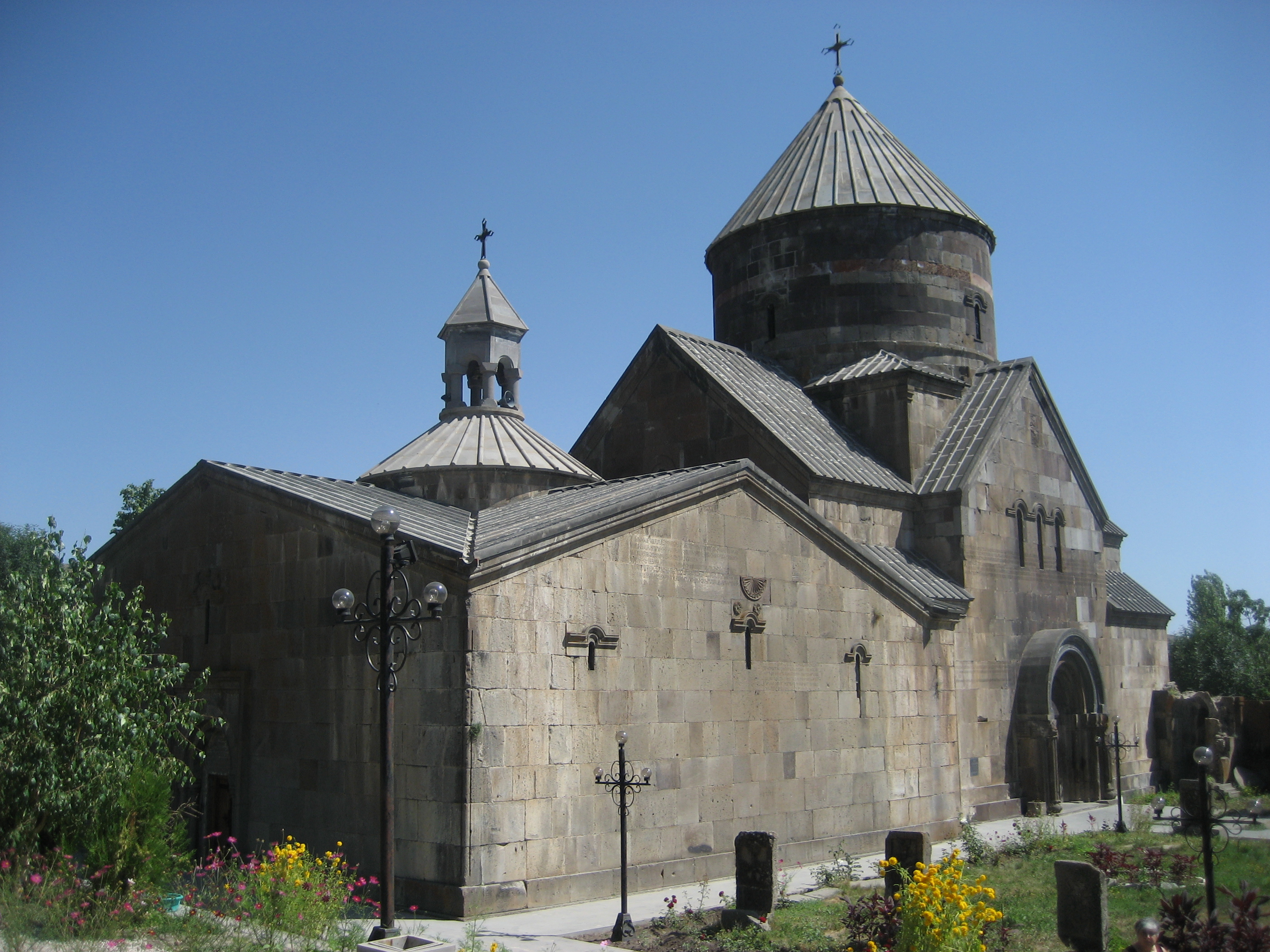
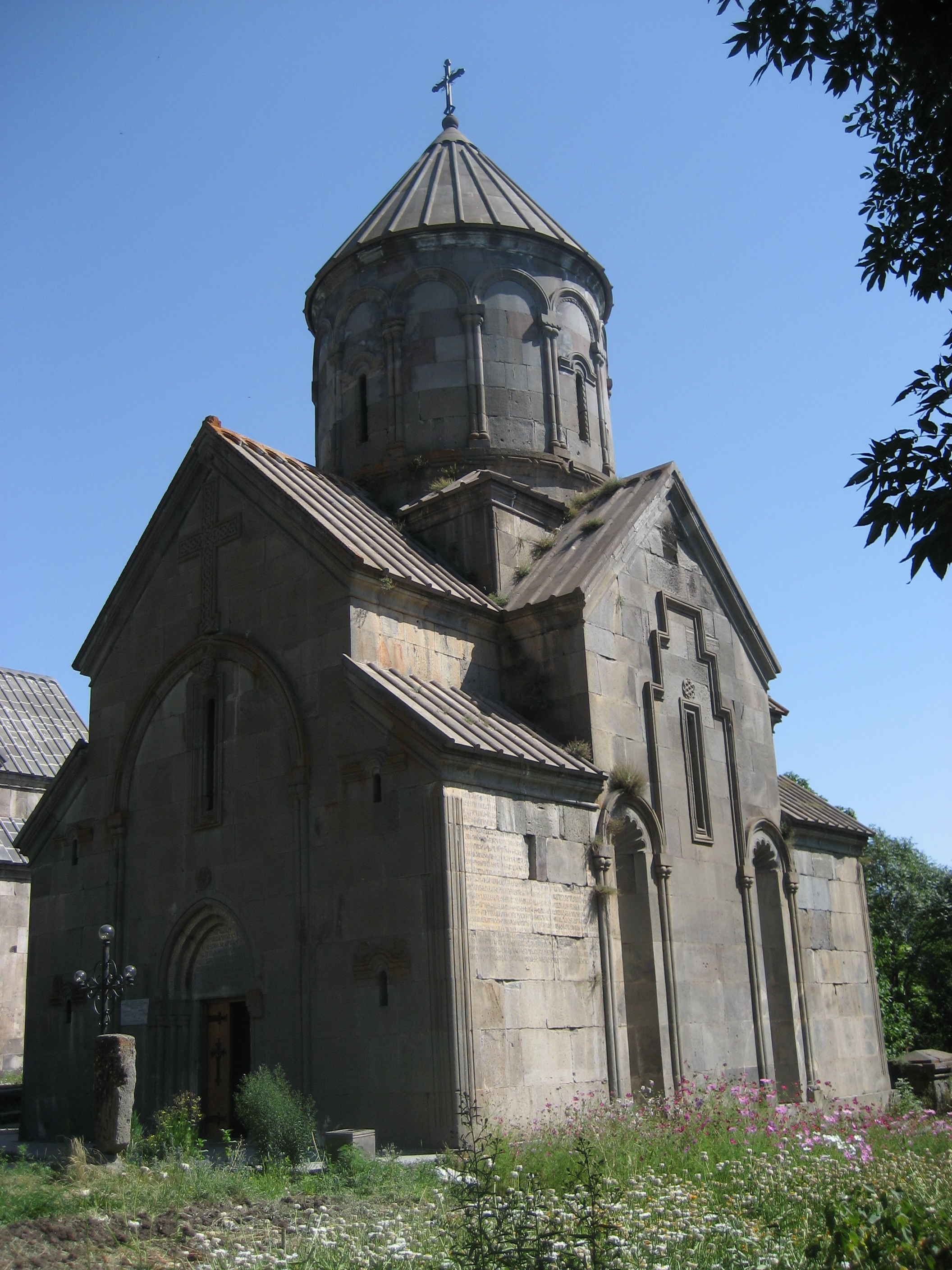
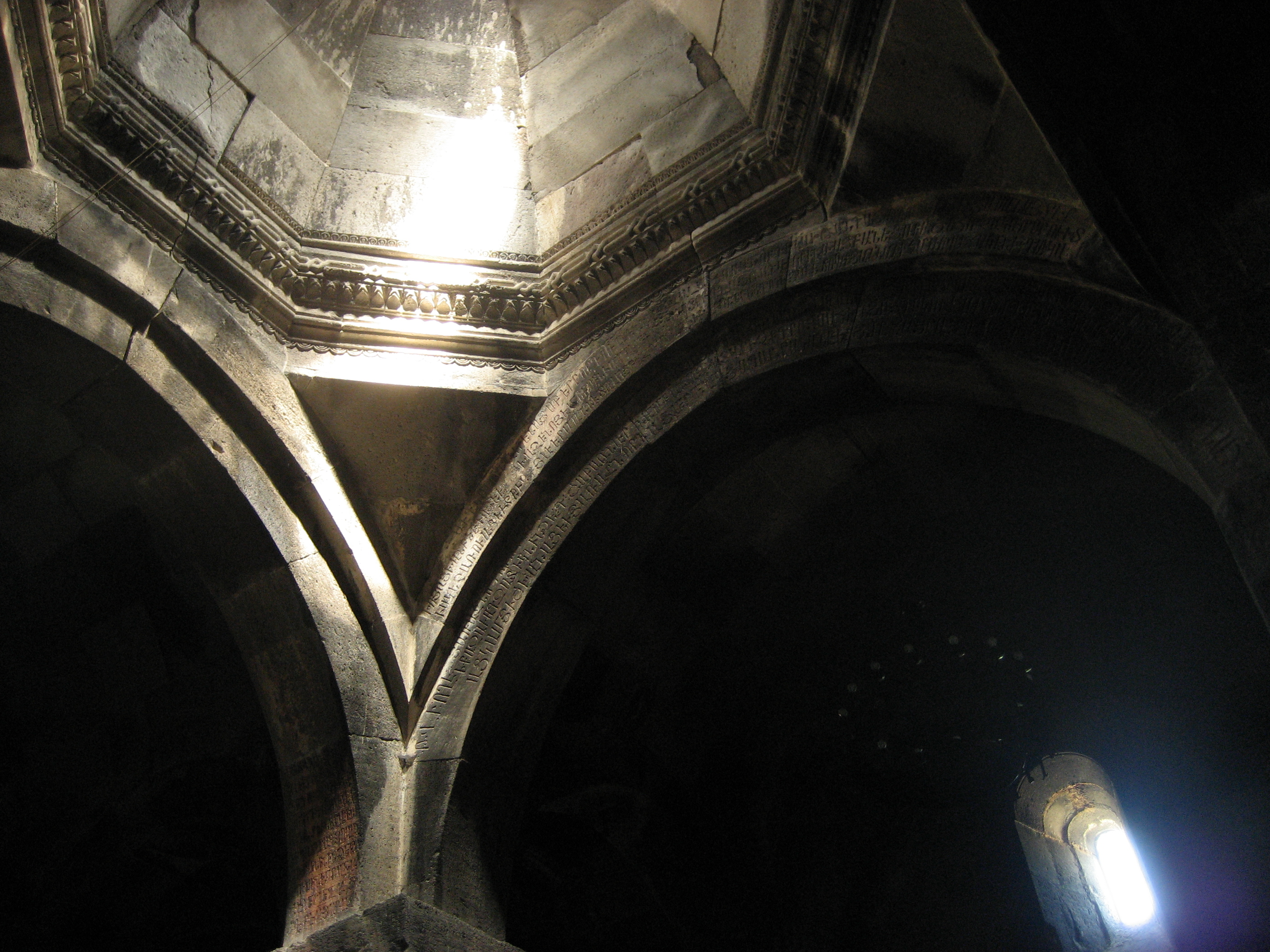
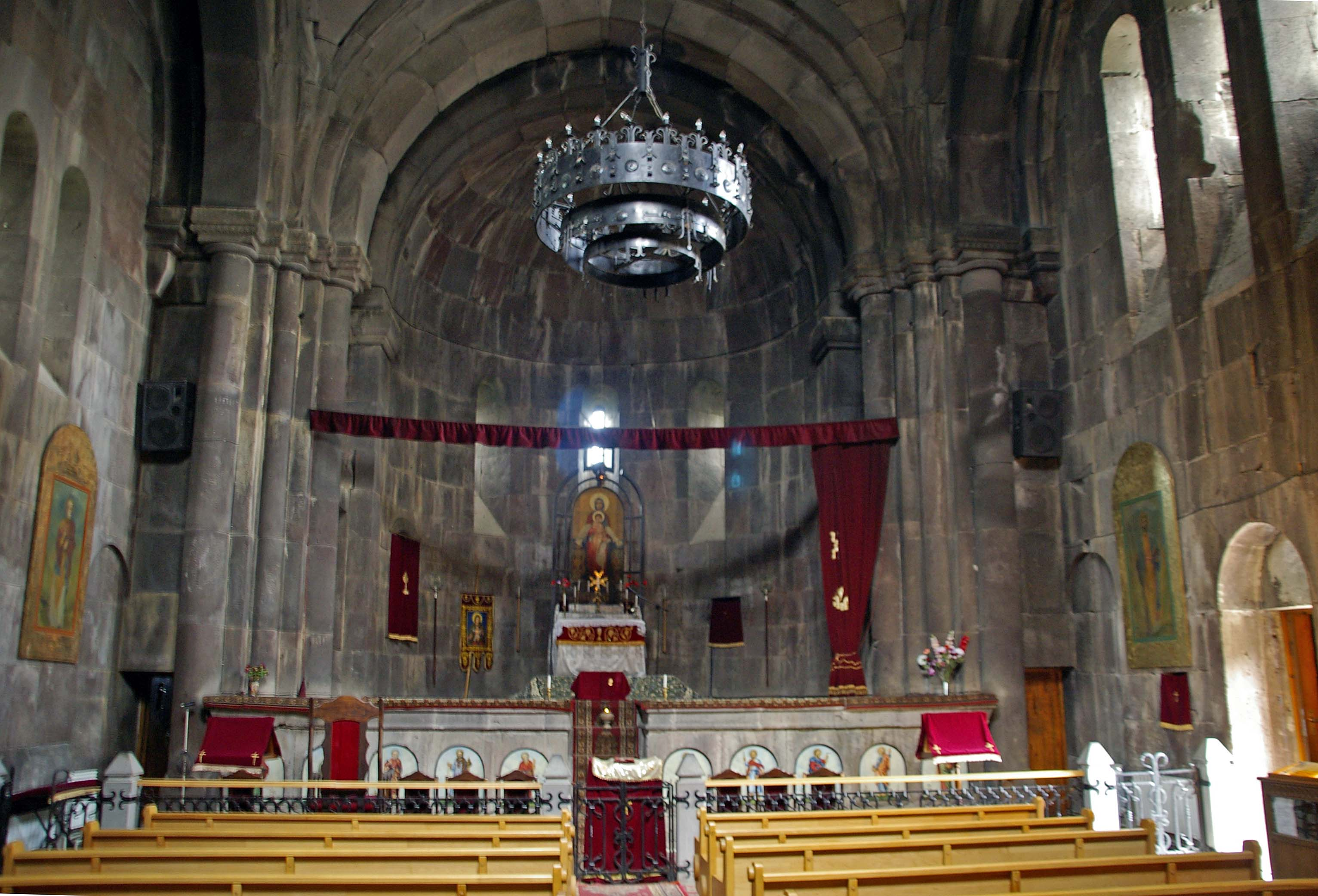
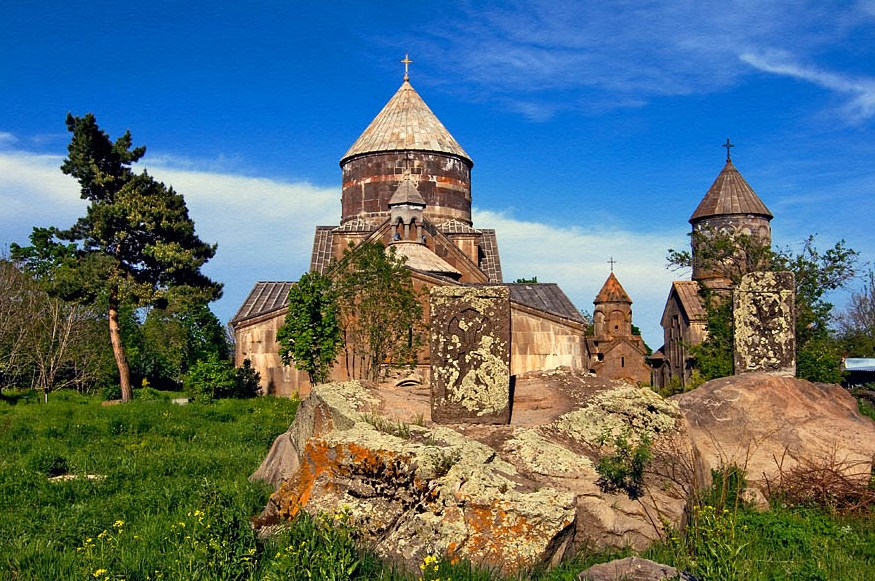
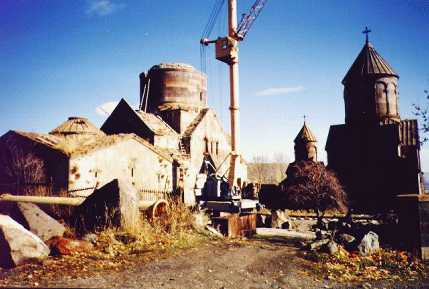
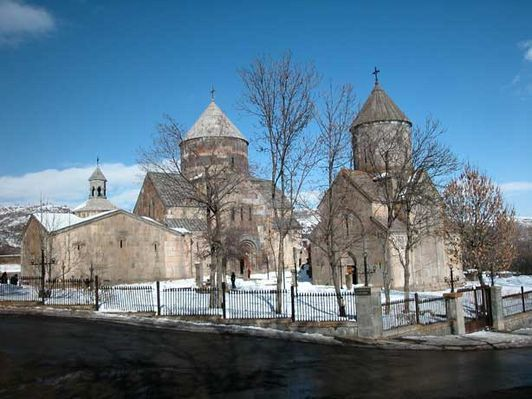
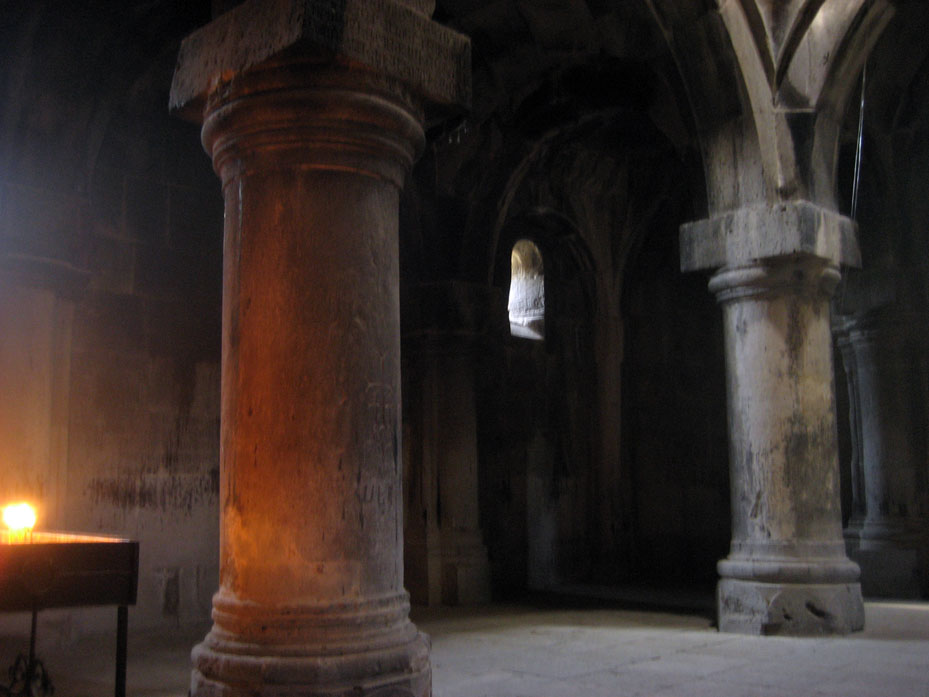
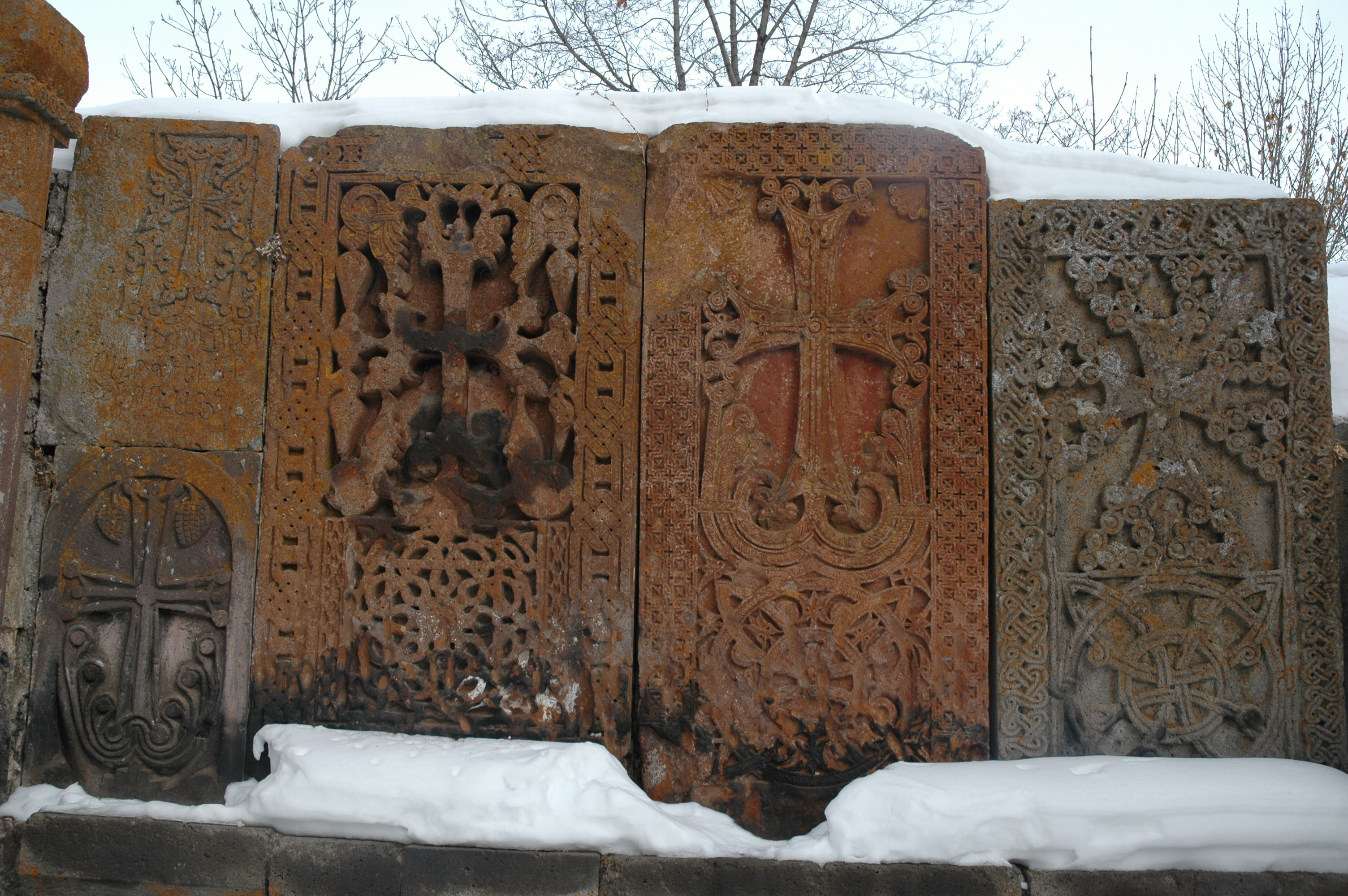
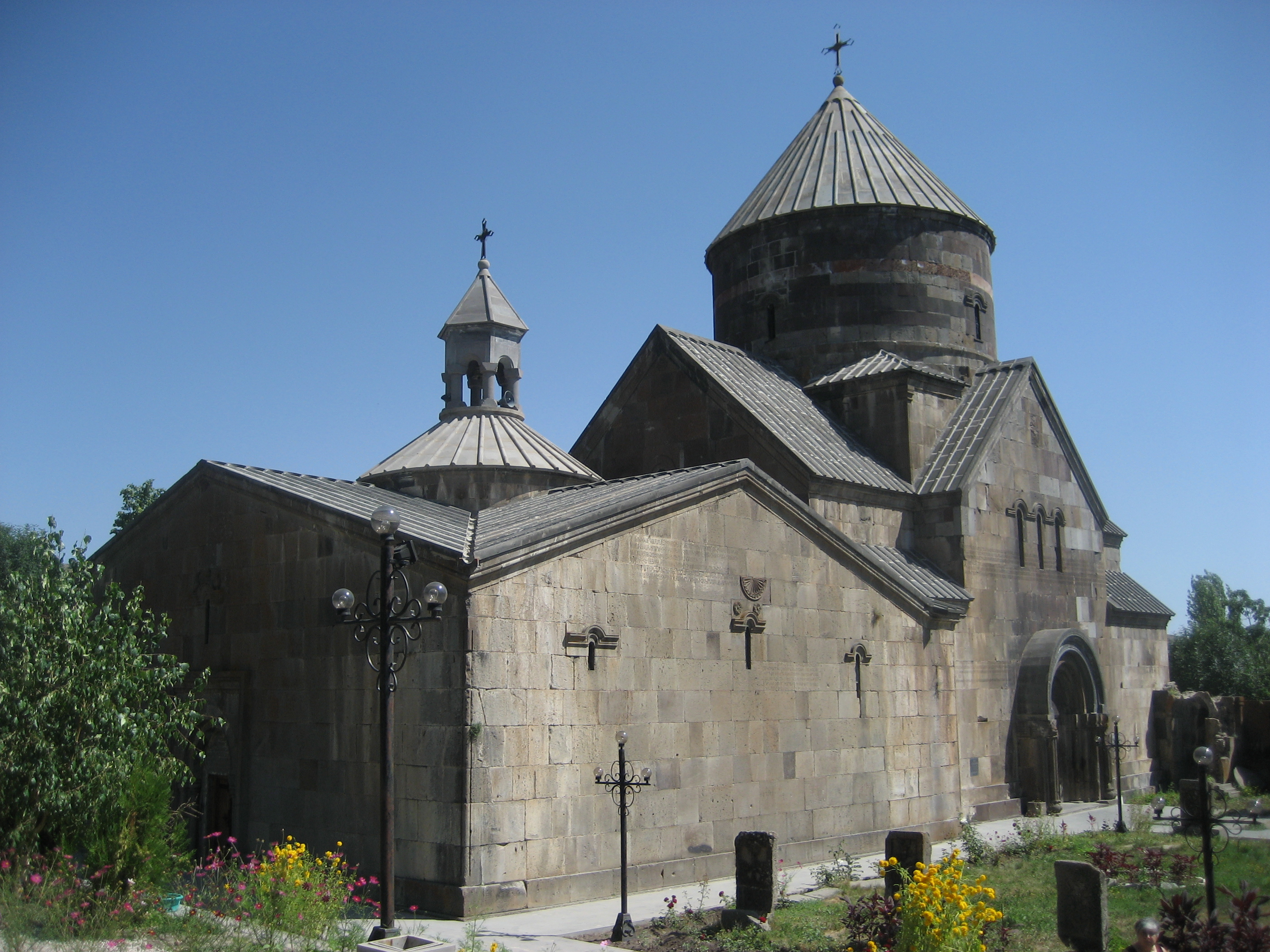
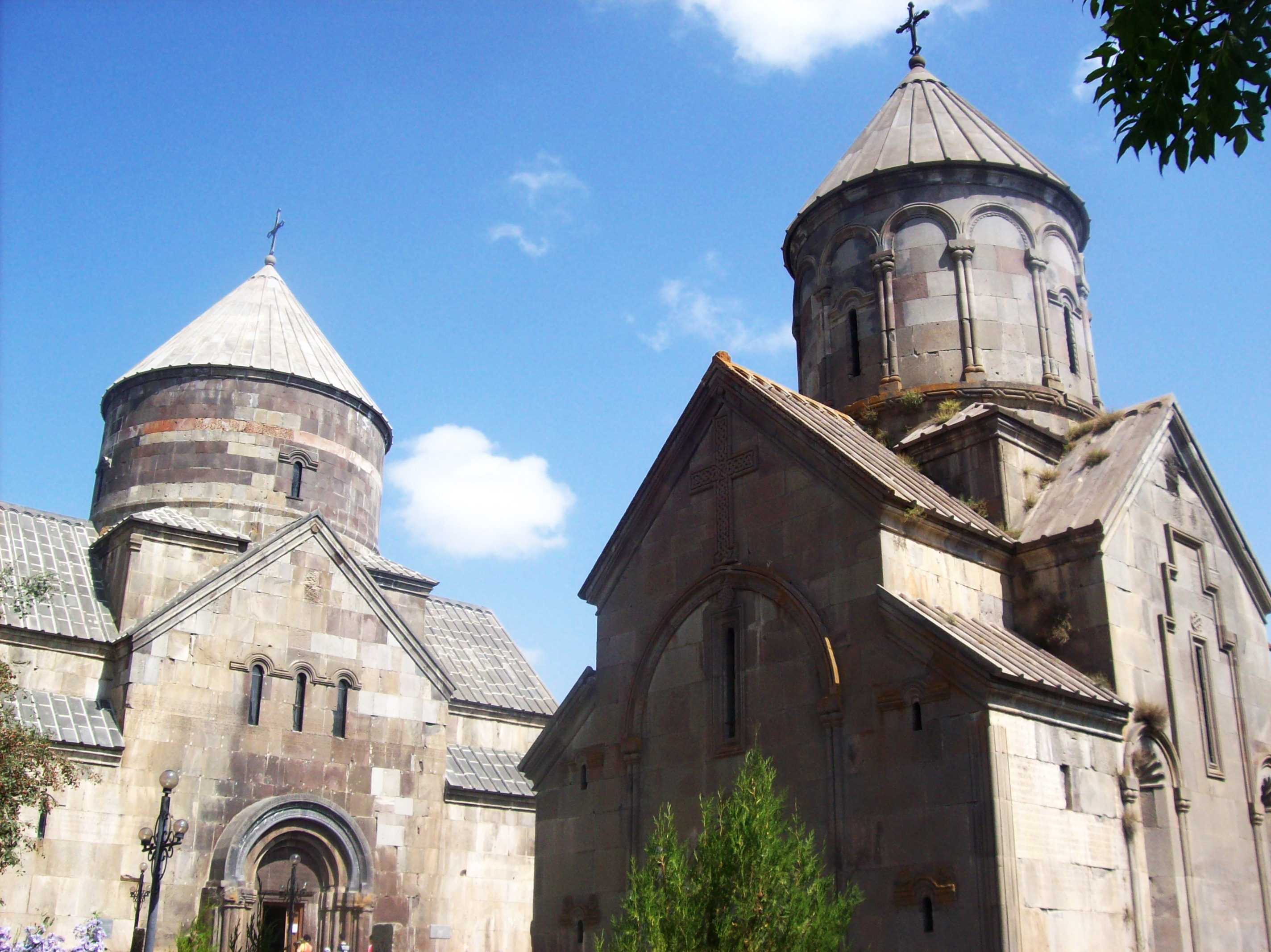
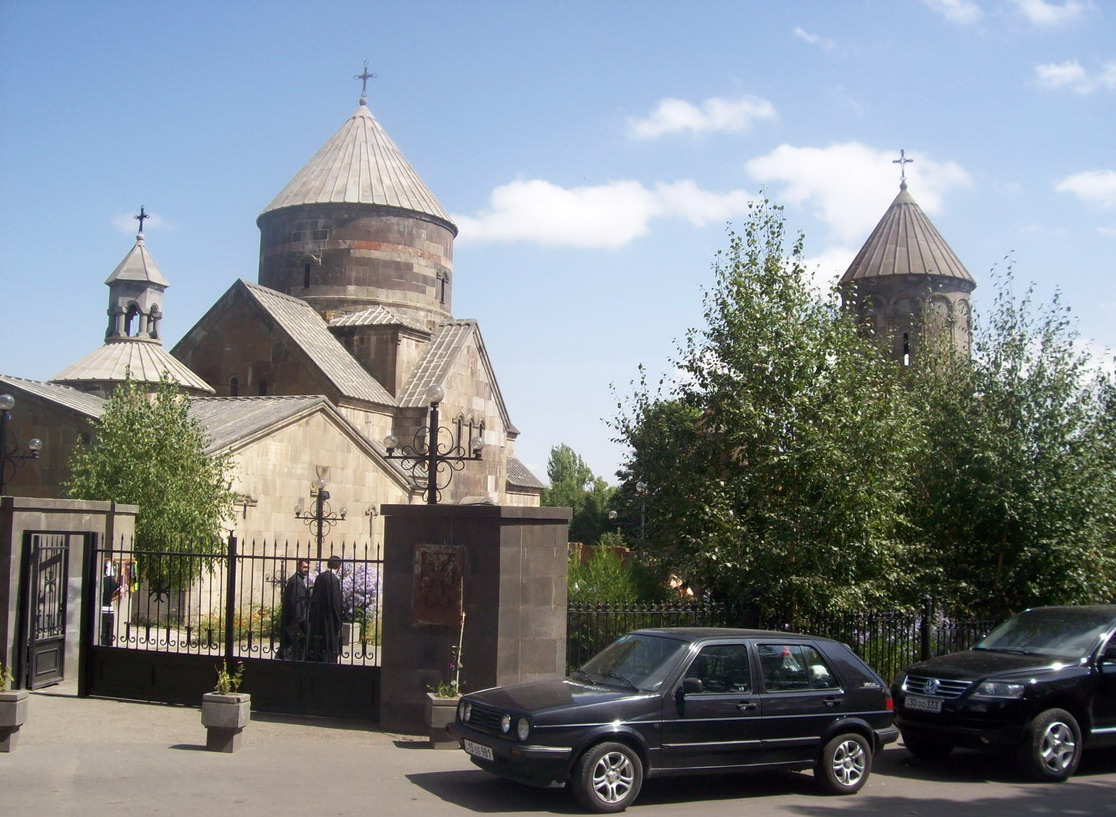
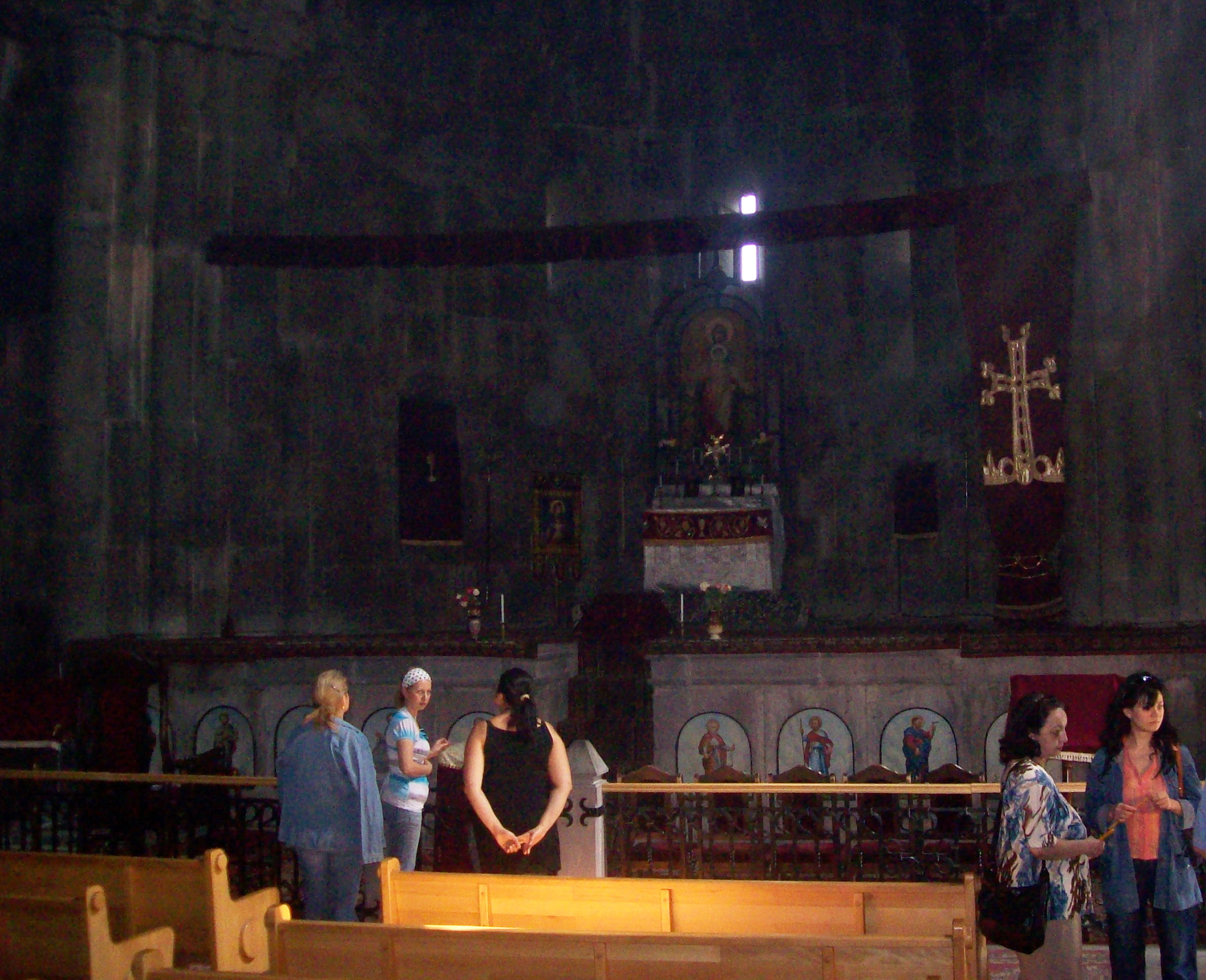

## Ресурси Інтернета
- Монастирський комплекс Кечаріс [Архівовано 24 Лютого 2012 у Wayback Machine.]

 Вікісховище має мультимедійні дані за темою: Кечаріс